# Медисовка
Медисовка (укр. Медисівка) — село в Теофипольском районе Хмельницкой области Украины.
Население по переписи 2001 года составляло 312 человек. Почтовый индекс — 30634. Телефонный код — 3844. Занимает площадь 0,95 км². Код КОАТУУ — 6824781504.

## Местный совет
30634, Хмельницкая обл., Теофипольский р-н, с. Гавриловка, ул. Ленина